# Runenstein von Gredby gata

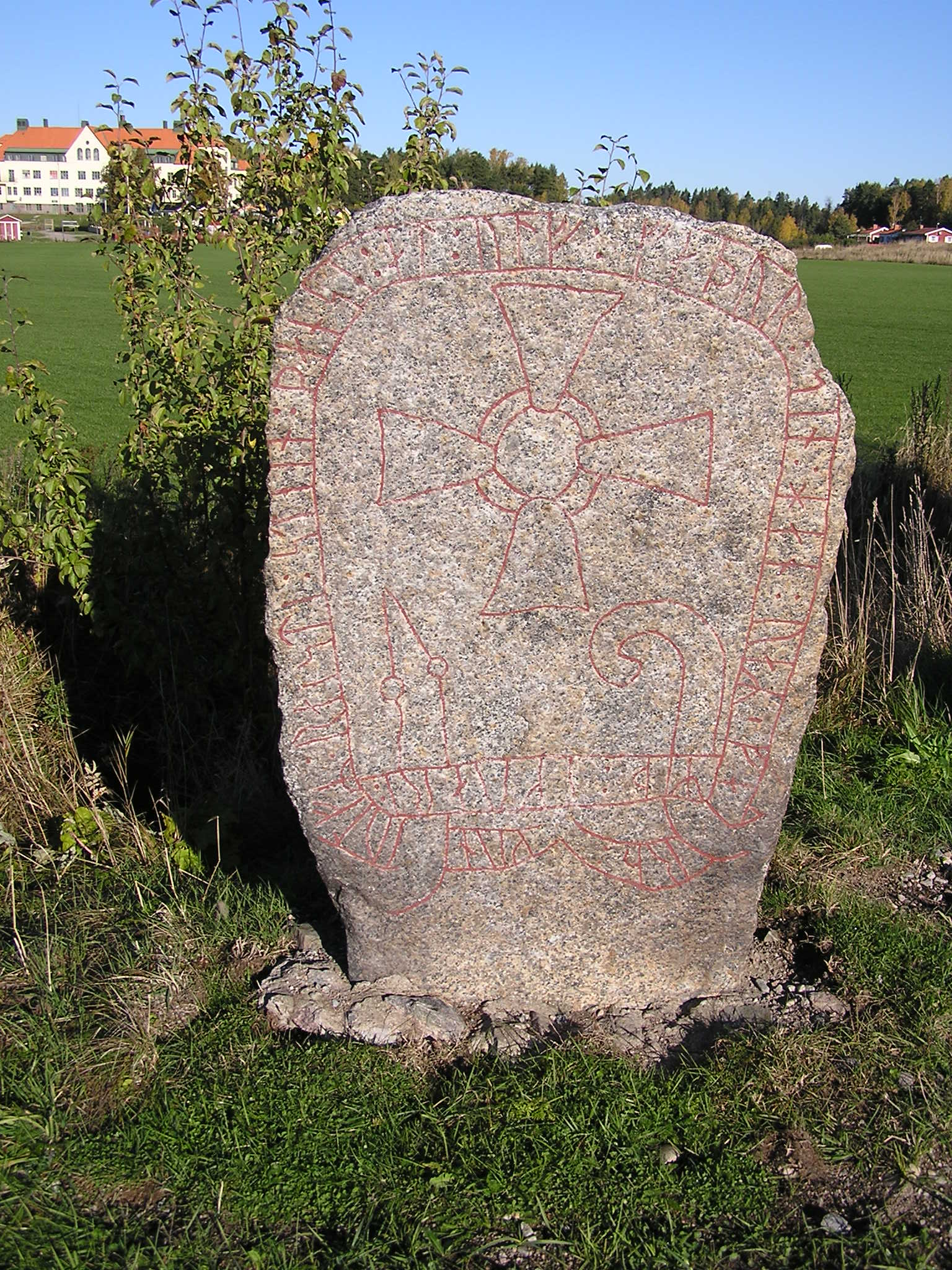
Runenstein von Gredby gata

Der Runenstein von Gredby gata (Sö 108) steht nahe der Gredby bro bei Eskilstuna in Södermanland in Schweden. Der Stein von Gredby gata wurde hierhin versetzt, befand sich jedoch ursprünglich in der Nähe des derzeitigen Standorts.
Der Runenstein Sö 108 ist ein heller Granitstein. Er ist 1,6 m hoch und 94 cm breit. Der unbekannte Runenmeister verwendete gestochene, schwedische Runen des 11. Jahrhunderts. Die Worte sind durch Doppelpunkte getrennt. Im Zentrum der Darstellung steht ein großes Ringkreuz ohne Verzierung. Das Schlangenband beginnt am Fuß, in der Mitte des Steins und läuft im Uhrzeigersinn am Rand des Steins entlang, bis es den Ausgangspunkt erreicht. Die Hauptschleife ist an ein zweites Schlangenband gebunden. Die Schlange hat einen spitzen Kopf und hervorstehende, runde Augen, aber keine Zunge. Der Runentext beginnt am Schwanz und verläuft gegen den Uhrzeigersinn.
Der Text lautet: „Gunnulv setzte diesen Stein nach seinem Vater Ulv. Er war mit Ingvar unterwegs“.

Runenstein von Gredby gata
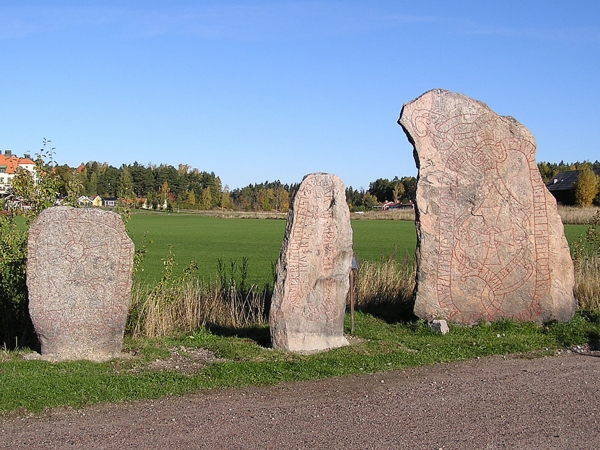
Die Steingruppe
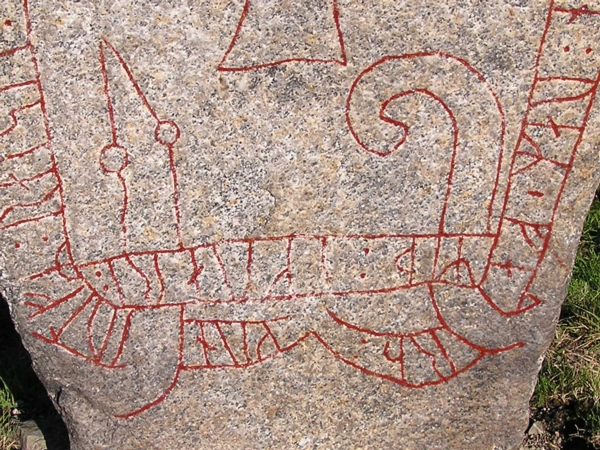
Das Schlangenband – unten
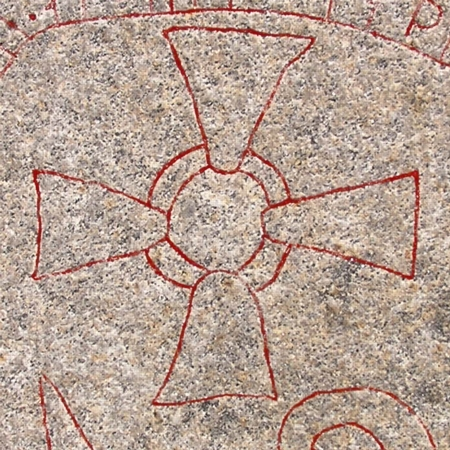
Ringkreuz

Dies ist einer der 26 Ingvarsteine. Man sieht deutlich den Schriftzug „Ikuari“ (für Ingvar). Wie bei anderen Ingvarsteinen sieht man auch hier, dass der Name Ingvar für sich steht und eine zentrale Position auf dem Stein einnimmt. Ingvar Vittfarne (deutsch „Ingvar der Weitgereiste“, auch Ingvar Emundsson) unternahm eine Kriegsfahrt (schwedisch útrór) nach Serkland am Kaspischen Meer, bei der er und viele seiner Leute starben. Nach sechs Jahren kehrte 1042 n. Chr. nur eines von dreißig Schiffen an den Mälaren zurück.
Die beiden Runensteine, die in der Nähe stehen, sind der Runenstein von Balsta (Sö 107) und der Stein Sö 109 von Eskilstuna. 